# アリソン・キース
アリソン・キース（Allison Keith, 1996年 - ）は、アメリカ合衆国の声優・俳優・教育者である。『新世紀エヴァンゲリオン』（葛城ミサト役）といった、ADVフィルムによるアニメーション映画やTVシリーズの英語吹き替えの仕事が多い。同じ即興劇団にいた、後に『エヴァンゲリオン』の綾波レイ役として共演することとなるアマンダ・ウィン＝リーより手ほどきを受け『ガンスミスキャッツ』におけるガメラの役から声の演技を始めた。
キースは、『碧奇魂ブルーシード』の山崎桜を好きなキャラクターに挙げている。ヒューストン大学(University of Houston)よりミュージカルの学士号を授与された彼女は、教職免許状も有している。現在彼女は声優業の傍らフォード・ベンド独立学区(Fort Bend Independent School District)のミッション・ウエスト小学校(Mission West Elementary School)で、4年生を教えている。近年では彼女は、ファニメーションの配給映画『ヱヴァンゲリヲン新劇場版』の2作品にて葛城ミサト役を再び演じた。
テキサス州フレンズウッド(Friendswood)のクリア・ブルク高校(Clear Brook High School)の生徒だったキースはデフェンシヴ・スタンダウト(Defensive Standout)として知られていたが、後に芝居のためバスケットボールを断念している。

## フィルモグラフィ
※ 英題アルファベット順 / 太字は主役・主要キャラクター

### アニメーション
- 『.hack//黄昏の腕輪伝説』 - 国崎玲奈
- 『万能文化猫娘』  - 夏目温子
- 『碧奇魂ブルーシード』 - 山崎桜
- 『BURN-UP EXCESS』 - ナンヴェル
- 『BURN-UP W』 - マリア
- 『COLORFUL』 - パメラ教授
- 『コヨーテ ラグタイムショー』 - メイ
- 『ダーティペア・フラッシュ』(Dirty Pair Flash) - リリィ
- 『幻想叙譚エルシア』(Ellcia) - ネーラ
- 『ヱヴァンゲリヲン新劇場版:序』 - 葛城ミサト
- 『ヱヴァンゲリヲン新劇場版:破』 - 葛城ミサト
- 『ef - a tale of memories.』 - 広野凪
- 『フルメタル・パニック!』シリーズ - メリッサ・マオ (Melissa Mao)
- 『ゴールデン・ボーイ』 - 勝田奈緒子
- 『超重神グラヴィオン』 - リィル・ゼラバイア
- 『メガゾーン23』 - 高中由唯
- 『新世紀エヴァンゲリオン』 - 葛城ミサト
- 『ぷにぷに☆ぽえみぃ』 - リポーター
- 『ラーゼフォン』 - キャシー・マクマホン
- 『魔法戦士リウイ』 - ミレル
- 『鋼鉄天使くるみ』 - 撫子 / 神維岬
- 『最遊記』 - 花喃
- 『HEN』 - 山田あずみ

## その他
- キースは2000年にアマンダ・ビアース(Amanda Bearse)の映画『ニッキー』(Nikki)で主役を演じている。

## 参照
- 2008年 "アリソン・キース インタヴュー" カール・ホーン(Carl Horn) アニメリカ(Animerica) 6:3. 2ページ・インタヴュー